# Honda CB 350 Four
Die Honda CB 350 Four (Typcode 333) mit Vierzylinder-Viertakt-Reihenmotor wurde 1972 von Honda als kleinster Typ der damals  populären CB-Vierzylinder-Motorräder mit 350 bis 750 cm³ Hubraum präsentiert und bis 1975 gebaut.

## Geschichte

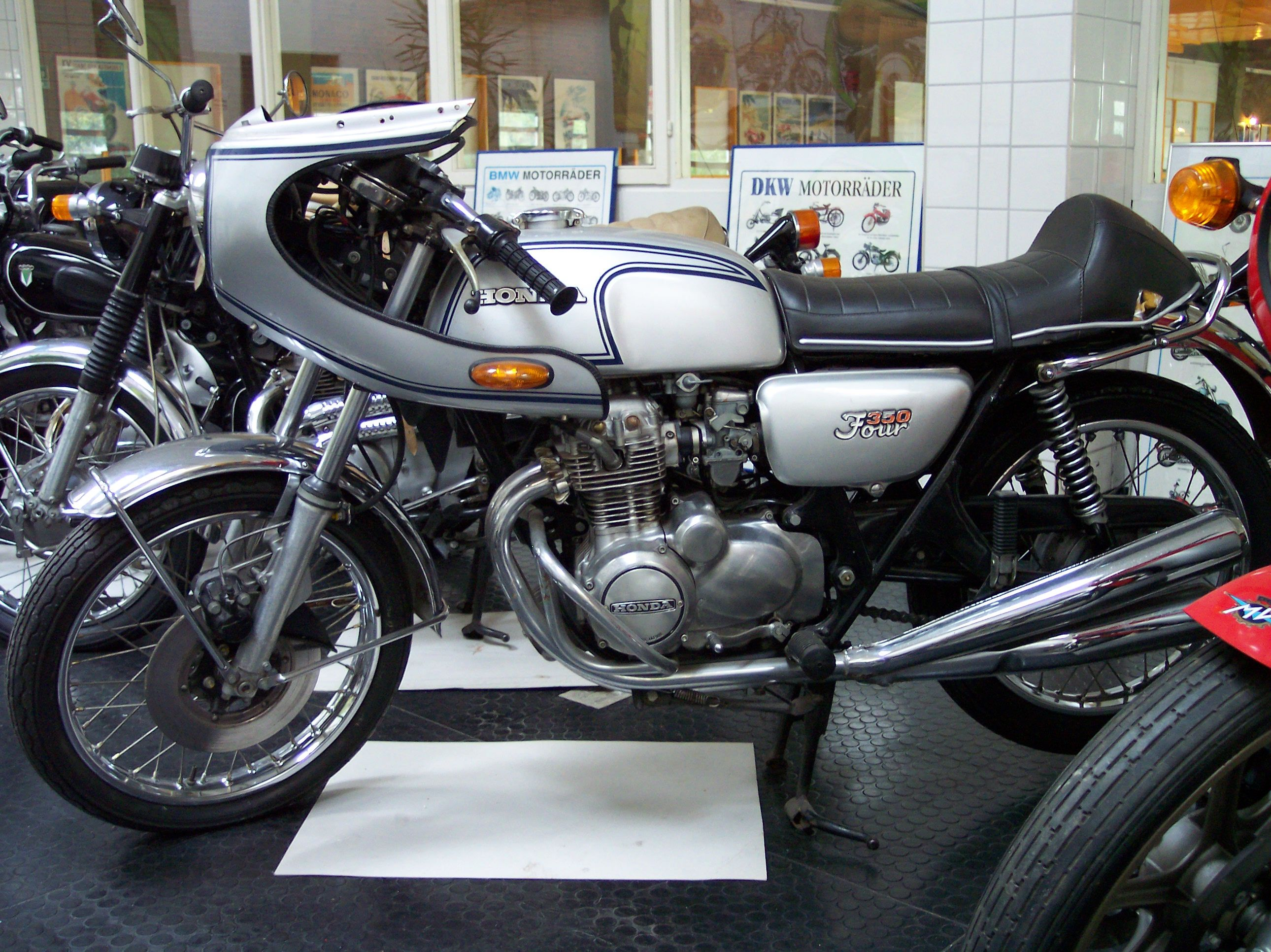
CB 350 Four mit nicht serienmäßiger Halbschalen-Verkleidung und Sitzbank

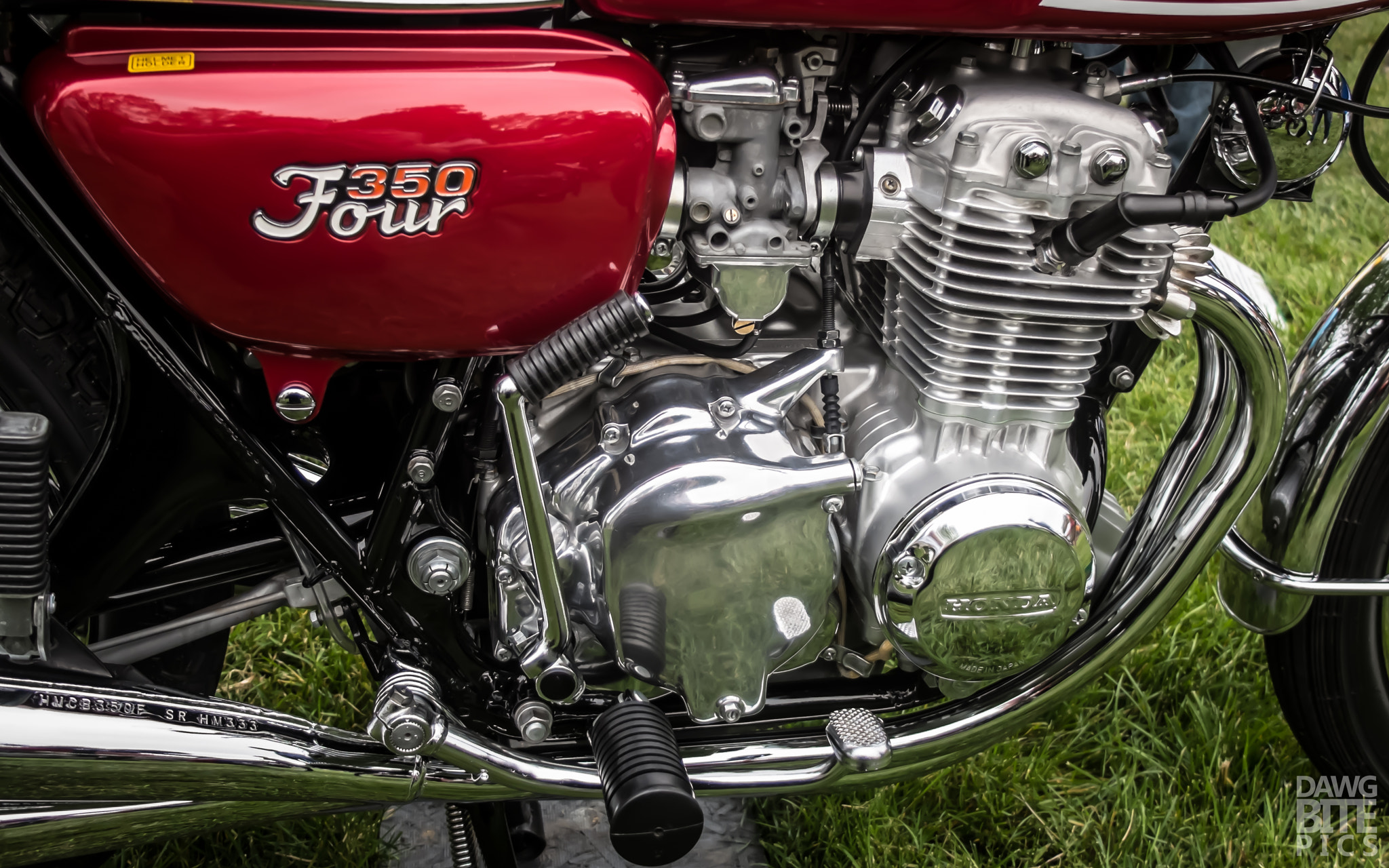
1973 Honda CB 350 Four

Nach dem herausragenden Erfolg der 1968 vorgestellten CB 750 Four begann Honda, dieses Konzept auch auf die kleineren Hubräume zu übertragen. So entstanden in Folge 1971 die CB 500 Four, dann die CB 350 Four und als deren Nachfolger 1975 die CB 400 Four. Die CB 350 Four war somit das kleinste Modell dieser Serie von Honda-Motorrädern mit quer eingebauten Vierzylindermotoren.

## Daten
Die CB 350 Four wurde Mitte 1974 in Deutschland für 4.499 DM inklusive 11 % Umsatzsteuer angeboten, was heute inflationsbereinigt ca. 7.600 Euro entspricht.

### Motor und Getriebe
Der quer zur Fahrtrichtung eingebaute 4-Zylinder-Viertakt-Reihenmotor ist luftgekühlt. Vier 20-mm-Keihin-Vergaser (PW 20) erzeugen das Benzin-Luft-Gemisch. Der Motor ist für hohe Drehzahlen ausgelegt. Das maximale Drehmoment von 27,3 Nm liegt erst bei 8.000/min an. Bei einer Motordrehzahl von 9200/min wird die Höchstleistung von 27 kW (34 PS) erreicht. Trotz Verwendung von Aluminium wiegt der Motor ca. 61 kg. Der Motor hat 2-Ventile pro Zylinder. Die Nockenwelle wird über eine Rollenkette angetrieben und betätigt die Ventile über Kipphebel.

### Kraftübertragung
Eine Zahnkette überträgt die Motorleistung zum klauengeschalteten Fünfganggetriebe (Primärtrieb). Die Mehrscheibenkupplung läuft im Ölbad. Der Sekundärtrieb ist eine offene Rollenkette vom Getriebe zum Hinterrad.
Das Kraftrad wiegt leer 190 kg. Bei einem Mitte 1974 durchgeführten Test der Zeitschrift „Das Motorrad“ (Heft 16/74) ergab sich eine Geschwindigkeit von 159 km/h (solo langliegend) und eine Beschleunigung von 0 auf 100 km/h in 6,8 s.

## Status als Oldtimer
Heute ist das Modell als Oldtimermotorrad gesucht und selten. Gebrauchte Lichtmaschinen-Ersatzteile sowie Chromteile sind schwer zu bekommen und auch teuer. Inzwischen haben sich mehrere Händler auf Ersatzteile für ältere Honda-Motorräder spezialisiert. Die Versorgung mit Gebraucht- und Neuteilen ist daher relativ gut. (Stand 2017) Das Angebot an gebrauchten CB 350 Four ist gering. Stand 2021 betrug die Preisspanne für Zustand gut bis sehr gut zwischen 4.000 € und 7.400 €.

## Wartungshinweis
| Kraftstoff: Normal 91 ROZ                  | Verbrauch: ca. 4,5 l/100 km | Tankvolumen: 12 l                                                                                               |
| Bohrung: 47 mm                             | Hub: 50 mm                  | Verdichtung: 9,3 : 1                                                                                            |
| Bereifung vorne: 3.00 S-18                 | Bereifung hinten: 3.50 S-18 | Fahrwerk: Stahlrohr-Doppelschleifenrahmen / vorne Teleskopgabel / hinten Schwinge mit 2 Feder-Dämpfer-Einheiten |
| Ähnliche Modelle: CB 500 Four, CB 750 Four | Besonderheiten:             | Besonderheiten:                                                                                                 |